# Aurskog-Høland
Aurskog-Høland là một đô thị ở hạt Akershus, Na Uy. Đây là đô thị lớn nhất ở Akershus, diện tích 967 km².
Đô thị mới Aurskog-Høland được thành lập ngày 1 tháng 1 năm 1966 trên cơ sở sáp nhập 4 đô thị cũ Aurskog, Nordre Høland, Søndre Høland và Setskog.